# دراکولا: شاهزاده تاریکی
دراکولا: شاهزاده تاریکی، (به انگلیسی: Dracula: Prince of Darkness) فیلمی در ژانر ترسناک است. کارگردان فیلم دراکولا: شاهزاده تاریکی، ترنس فیشر است. این فیلم در سال ۱۹۶۶ میلادی ساخته شد. بازیگران این فیلم عبارت‌انداز:
کریستوفر لی، باربارا شلی